# Кубок СРСР з футболу 1936
Кубок СРСР з футболу 1936 — 1-й розіграш кубкового футбольного турніру в СРСР, який відбувся в липні-серпні 1936 року. Участь брали 94 команди — 28 команд майстрів та 66 команд колективів фізкультури. Володарем Кубка став московський «Локомотив».

## 1/64 фіналу
| Дата       | Команда 1                                        | Рахунок    | Команда 2                                         |
| ---------- | ------------------------------------------------ | ---------- | ------------------------------------------------- |
| 18.07.1936 | Арсенал (Київ)                                   | 3:3 (д.ч.) | Червоний прапор (Єгорьєвськ)                      |
| 18.07.1936 | Арсенал (Київ)                                   | 0:3        | Червоний прапор (Єгорьєвськ)                      |
| 18.07.1936 | Більшовик (Київ)                                 | +:-        | ЦДКА-2 (Москва)                                   |
| 18.07.1936 | Буревісник (Ленінград)                           | 2:6        | Динамо-2 (Москва)                                 |
| 18.07.1936 | Буревісник (Ростов-на-Дону)                      | 0:3        | Інфізкульт (Москва)                               |
| 18.07.1936 | Дзержинець (Бєжиці)                              | 2:1        | Локомотив (Воронеж)                               |
| 18.07.1936 | Динамо (Актюбінськ)                              | +:-        | Динамо (Куйбишев)                                 |
| 18.07.1936 | Динамо (Батумі)                                  | 7:1        | Локомотив (Алаверди)                              |
| 18.07.1936 | Динамо (Воронеж)                                 | +:-        | Червоний Прапор (Орєхово-Зуєво)                   |
| 18.07.1936 | Динамо (Краснодар)                               | +:-        | Червоний Жовтень (Сталінград)                     |
| 18.07.1936 | Динамо (Кривий Ріг)                              | 5:0        | Завод ім. Ілліча (Маріуполь)                      |
| 18.07.1936 | Динамо (Кунгур)                                  | +:-        | Спартак (Калінін)                                 |
| 18.07.1936 | Динамо (Мінськ)                                  | 1:5        | Пролетарська перемога (Москва)                    |
| 18.07.1936 | Динамо (Челябінськ)                              | 3:1        | Спартак (Омськ)                                   |
| 18.07.1936 | Динамо-Трудкомуна ім. Ягоди (Болшево)            | 5:0        | Локомотив (Ленінград)                             |
| 18.07.1936 | БЧА (Смоленськ)                                  | 4:1        | Енергія (Москва)                                  |
| 18.07.1936 | Завод ім. Дзержинського (Дніпродзержинськ)       | 0:0 (д.ч.) | Правда (Москва)                                   |
| 19.07.1936 | Завод ім. Дзержинського (Дніпродзержинськ)       | 0:1        | Правда (Москва)                                   |
| 18.07.1936 | Завод ім. Кірова (Макіївка)                      | 0:3        | Електромашинобудівний завод (Харків)              |
| 18.07.1936 | Завод ім. Марті (Миколаїв)                       | 3:0        | Спартак (Київ)                                    |
| 18.07.1936 | Сталь (Завод ім. Петровського) (Дніпропетровськ) | 10:0       | Порцеляновий завод (Баранівка)                    |
| 18.07.1936 | Завод ім. Фрунзе (Костянтинівка)                 | 3:1        | Буревісник (Москва)                               |
| 18.07.1936 | Зеніт (Іжевськ)                                  | 1:11       | Динамо (Свердловськ)                              |
| 18.07.1936 | Червоний прапор (Ногінськ)                       | +:-        | Гірник (Кривий Ріг)                               |
| 18.07.1936 | Крила Рад (Запоріжжя)                            | 0:0 (д.ч.) | Локомотив (Харків)                                |
| 18.07.1936 | Крила Рад (Запоріжжя)                            | 0:5        | Локомотив (Харків)                                |
| 18.07.1936 | Морський завод (Севастополь)                     | 1:0        | Локомотив (Дніпропетровськ)                       |
| 18.07.1936 | Паровозобудівний завод (Харків)                  | 3:1        | Завод м. Подольська                               |
| 18.07.1936 | Рекорд (Москва)                                  | 3:2        | Батьківщина (Москва)                              |
| 18.07.1936 | Серп і Молот (Харків)                            | 3:1        | Динамо-Трудкомуна № 2 ім. Дзержинського (Люберці) |
| 18.07.1936 | Спартак (Іваново)                                | 1:6        | Локомотив-2 (Москва)                              |
| 18.07.1936 | Тракторний завод (Сталінград)                    | 4:0        | Тютюнова фабрика (Ростов-на-Дону)                 |

## 1/32 фіналу
| Дата       | Команда 1                                        | Рахунок    | Команда 2                                  |
| ---------- | ------------------------------------------------ | ---------- | ------------------------------------------ |
| 26.07.1936 | Динамо (Батумі)                                  | 0:2        | Динамо (Тбілісі)                           |
| 25.07.1936 | Більшовик (Київ)                                 | 2:6        | Динамо (Одеса)                             |
| 25.07.1936 | Дзержинець (Бєжиці)                              | 3:2        | Крила Рад (Москва)                         |
| 25.07.1936 | Дзержинець (Коломна)                             | 0:9        | Спартак (Ленінград)                        |
| 25.07.1936 | Динамо (Актюбінськ)                              | 0:4        | ЦДКА (Москва)                              |
| 25.07.1936 | Динамо (Воронеж)                                 | 0:2        | Спартак (Москва)                           |
| 25.07.1936 | Динамо (Горький)                                 | 4:3        | Рекорд (Москва)                            |
| 25.07.1936 | Динамо (Казань)                                  | +:-        | Динамо (Челябінськ)                        |
| 25.07.1936 | Динамо (Краснодар)                               | 0:3        | Локомотив (Тбілісі)                        |
| 25.07.1936 | Динамо (Кривий Ріг)                              | 2:5        | Будівельники (Баку)                        |
| 25.07.1936 | Динамо (Кунгур)                                  | 0:7        | Локомотив (Москва)                         |
| 25.07.1936 | Динамо (П'ятигорськ)                             | +:-        | Правда (Москва)                            |
| 25.07.1936 | Динамо (Ростов-на-Дону)                          | 6:2        | Пролетарська перемога (Москва)             |
| 25.07.1936 | Динамо (Свердловськ)                             | +:-        | Автозавод ім. Молотова (Горький)           |
| 25.07.1936 | Динамо-2 (Москва)                                | 3:0        | Вимпел (Київ)                              |
| 25.07.1936 | Динамо-Трудкомуна ім. Ягоди (Болшево)            | 6:1        | Локомотив (Київ)                           |
| 25.07.1936 | БЧА (Смоленськ)                                  | 2:3        | Червона зоря (Ленінград)                   |
| 25.07.1936 | Завод ім. Марті (Миколаїв)                       | 1:0        | Кінап (Одеса)                              |
| 25.07.1936 | Сталь (Завод ім. Петровського) (Дніпропетровськ) | 0:5        | Динамо (Харків)                            |
| 25.07.1936 | Завод ім. Фрунзе (Костянтинівка)                 | 2:3        | Спартак (Харків)                           |
| 25.07.1936 | Інфізкульт (Москва)                              | +:-        | Динамо (Баку)                              |
| 25.07.1936 | Колгосп ім. Чапаєва (Київська область)           | 0:15       | Серп і Молот (Москва)                      |
| 25.07.1936 | Червоний прапор (Єгорьєвськ)                     | +:-        | Динамо (Київ)                              |
| 24.07.1936 | Червоний прапор (Ногінськ)                       | 3:0        | Вугільники (Горлівка)                      |
| 25.07.1936 | Локомотив (Харків)                               | 2:2 (д.ч.) | Динамо (Ленінград)                         |
| 26.07.1936 | Локомотив (Харків)                               | 1:1 (д.ч.) | Динамо (Ленінград)                         |
| 25.07.1936 | Локомотив-2 (Москва)                             | 1:7        | Сталінець (Ленінград)                      |
| 25.07.1936 | Морський завод (Севастополь)                     | 2:3        | Тракторний завод (Харків)                  |
| 25.07.1936 | Паровозобудівний завод (Харків)                  | 0:2        | ЗіС (Москва)                               |
| 27.07.1936 | Локомотив (Харків)                               | 0:1        | Динамо (Ленінград)                         |
| 25.07.1936 | Серп і Молот (Харків)                            | 1:1 (д.ч.) | Сталінець (Москва)                         |
| 26.07.1936 | Серп і Молот (Харків)                            | 2:1        | Сталінець (Москва)                         |
| 25.07.1936 | Тракторний завод (Сталінград)                    | +:-        | Динамо (Дніпропетровськ)                   |
| 25.07.1936 | Електромашинобудівний завод (Харків)             | 1:0        | Сталь (Завод ім. Леніна) (Дніпропетровськ) |

## 1/16 фіналу
| Дата       | Команда 1                             | Рахунок    | Команда 2                            |
| ---------- | ------------------------------------- | ---------- | ------------------------------------ |
| 01.08.1936 | Дзержинець (Бєжиці)                   | 0:3        | Тракторний завод (Сталінград)        |
| 01.08.1936 | Динамо (Горький)                      | 0:2        | Сталінець (Ленінград)                |
| 01.08.1936 | Динамо (Казань)                       | 1:2        | ЗіС (Москва)                         |
| 01.08.1936 | Динамо (Свердловськ)                  | 0:6        | Динамо (Ростов-на-Дону)              |
| 01.08.1936 | Динамо (Тбілісі)                      | 3:2 (д.в.) | Будівельники (Баку)                  |
| 01.08.1936 | Динамо (Харків)                       | 0:1        | Локомотив (Москва)                   |
| 01.08.1936 | Динамо-Трудкомуна ім. Ягоди (Болшево) | 0:2        | Червона зоря (Ленінград)             |
| 01.08.1936 | Завод ім. Марті (Миколаїв)            | 0:3        | Спартак (Ленінград)                  |
| 01.08.1936 | Інфізкульт (Москва)                   | 1:4        | Динамо (Ленінград)                   |
| 01.08.1936 | Червоний прапор (Єгорьєвськ)          | 0:4        | Червоний прапор (Ногінськ)           |
| 01.08.1936 | Локомотив (Тбілісі)                   | 2:2 (д.ч.) | Динамо (Одеса)                       |
| 01.08.1936 | Локомотив (Тбілісі)                   | 3:4        | Динамо (Одеса)                       |
| 01.08.1936 | Серп і Молот (Москва)                 | 3:2        | Динамо-2 (Москва)                    |
| 01.08.1936 | Серп і Молот (Харків)                 | 5:1        | Тракторний завод (Харків)            |
| 01.08.1936 | Спартак (Москва)                      | 4:0        | Спартак (Харків)                     |
| 01.08.1936 | Стахановець (Кадіївка)                | 0:2        | Електромашинобудівний завод (Харків) |
| 01.08.1936 | ЦДКА (Москва)                         | 1:2        | Динамо (П'ятигорськ)                 |

## 1/8 фіналу
| Дата       | Команда 1                     | Рахунок | Команда 2                            |
| ---------- | ----------------------------- | ------- | ------------------------------------ |
| 08.08.1936 | Динамо (Ленінград)            | 3:2     | Серп і Молот (Москва)                |
| 08.08.1936 | ЗіС (Москва)                  | 4:2     | Динамо (П'ятигорськ)                 |
| 08.08.1936 | Червона зоря (Ленінград)      | 2:1     | Динамо (Ростов-на-Дону)              |
| 08.08.1936 | Червоний прапор (Ногінськ)    | +:-     | Динамо (Одеса)                       |
| 08.08.1936 | Локомотив (Москва)            | 3:0     | Спартак (Ленінград)                  |
| 08.08.1936 | Серп і Молот (Харків)         | 3:1     | Електромашинобудівний завод (Харків) |
| 08.08.1936 | Сталінець (Ленінград)         | 0:3     | Спартак (Москва)                     |
| 08.08.1936 | Тракторний завод (Сталінград) | 1:3     | Динамо (Тбілісі)                     |

## 1/4 фіналу
| Дата       | Команда 1                  | Рахунок    | Команда 2             |
| ---------- | -------------------------- | ---------- | --------------------- |
| 15.08.1936 | Червона зоря (Ленінград)   | 1:0        | ЗіС (Москва)          |
| 15.08.1936 | Червоний прапор (Ногінськ) | 1:0        | Динамо (Ленінград)    |
| 15.08.1936 | Локомотив (Москва)         | 2:1        | Серп і Молот (Харків) |
| 15.08.1936 | Спартак (Москва)           | 3:3        | Динамо (Тбілісі)      |
| 16.08.1936 | Спартак (Москва)           | 3:6 (д.в.) | Динамо (Тбілісі)      |

## 1/2 фіналу
| Дата       | Команда 1          | Рахунок | Команда 2                  |
| ---------- | ------------------ | ------- | -------------------------- |
| 23.08.1936 | Динамо (Тбілісі)   | 5:1     | Червоний прапор (Ногінськ) |
| 22.08.1936 | Локомотив (Москва) | 5:0     | Червона зоря (Ленінград)   |

## Фінал
| Дата       | Команда 1          | Рахунок | Команда 2        |
| ---------- | ------------------ | ------- | ---------------- |
| 23.08.1936 | Локомотив (Москва) | 2:0     | Динамо (Тбілісі) |

Голи: Соколов (18), Лавров (24).
«Локомотив»: Микола Разумовський, Іван Андрєєв, Ілля Гвоздков, Дмитро Максимов, Михайло Жуков, Віталій Стрєлков, Олександр Семенов, Олексій Соколов, Микола Ільїн, Віктор Лавров, Петро Теренков.

Тренер: Олексій Столяров.
«Динамо»: Олександр Дорохов, Едуард Ніколайшвілі, Шота Шавгулідзе, Микола Анікін, Володимир Бердзенішвілі, Володимир Джорбенадзе, Ілля Панін, Михайло Бердзенішвілі, Борис Пайчадзе, Михайло Асламазов, Микола Сомов.

Тренер: Жуль Лімбек.
Арбітр: Микола Усов.